# Cane Karaman
Il Karaman è un dei cinque cani pastore turchi. La razza è originaria della provincie di Karaman, Konya e Aksaray nell'Anatolia centrale in Turchia.
Esiste una omonima più nota razza di cane pastore Macedone Karaman.
Somiglia per dimensioni al cane Kangal con differenti colori del mantello dove predomina il nero; come il Kangal e l'Akbash condivide il ruolo di cane pastore e da guardia.